# Theraphosa blondi

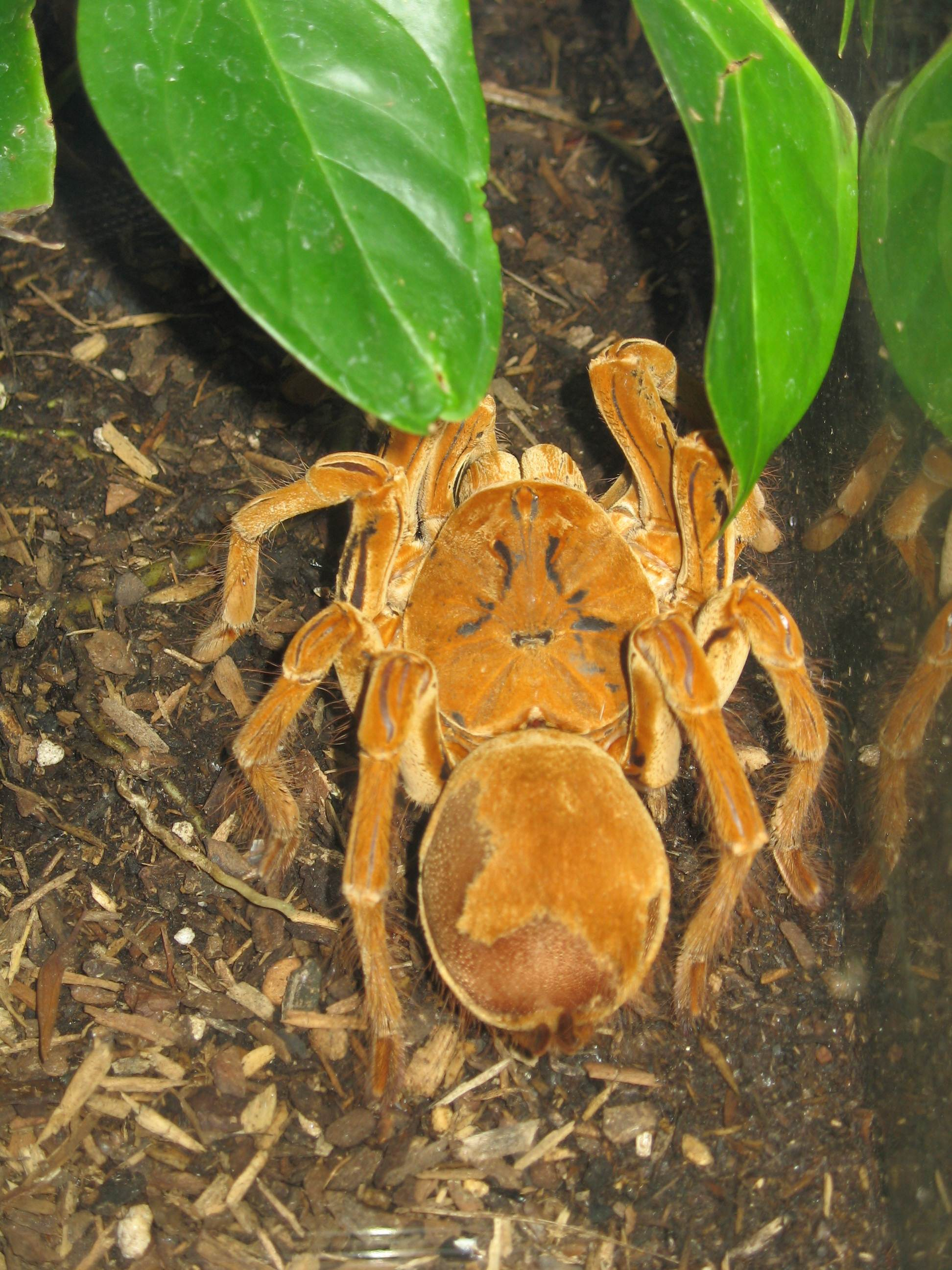
Weibchen der ähnlichen Stirm-Riesenvogelspinne (Theraphosa stirmi) im Smithsonian Museum of Natural History, Washington, D.C.

Theraphosa blondi (manchmal auch im Deutschen Riesenvogelspinne oder Goliath-Vogelspinne genannt) gilt mit bis zu zwölf Zentimetern Körperlänge und einer Beinspannlänge von bis zu 30 Zentimetern laut dem Guinness-Buch der Rekorde als die größte Vogelspinne überhaupt. Sie ist stark behaart, und ihre Färbung ist rost- bis kastanienbraun. Weibchen können ein Gewicht von bis zu 200 Gramm erreichen.
Adulte Männchen sind weniger kräftig gebaut als weibliche Exemplare und sind oft dunkler gefärbt. Im Gegensatz zu vielen anderen Vogelspinnenarten tragen die Männchen der Riesenvogelspinne am ersten Beinpaar keine Schienbeinhaken (Tibiaapophysen).
Die Beißklauen der Riesenvogelspinne erreichen eine Länge von ca. 2,5 Zentimetern. Das Abdomen kann in Gefangenschaft bei übermäßiger Fütterung die Größe eines Tennisballs erreichen. Oft ist die Behaarung des Hinterleibs unvollständig, da die Spinne ihre Wohnröhre regelmäßig mit ihren Brennhaaren auskleidet.

## Vorkommen und Lebensweise
Diese Tiere leben im tropischen Regenwald Südamerikas, im Norden Brasiliens, in Surinam sowie in Französisch-Guayana. Die Luftfeuchtigkeit beträgt in ihrem natürlichen Lebensraum ca. 80 bis 95 % bei einer Temperatur von 25 bis 32 °C, wobei sich das Mikroklima in den Bauten vom Makroklima etwas unterscheidet.
Die Riesenvogelspinne bevorzugt feuchte Gebiete. Dort gräbt sie tiefe Wohnhöhlen in die Erde, um in Trockenzeiten eine ausreichend feuchte Rückzugsmöglichkeit zu haben. Sie zählt zu den Bombardierspinnen, die vor dem Abstreifen der Brennhaare Warnlaute erzeugen, sogenannte Stridulationen. Bei der Paarung sind die Weibchen weniger aggressiv als ihr allgemeines Verhalten erwarten lässt. Ein Kokon enthält ca. 100 bis 150 Eier. Die Jungtiere sind beim Schlüpfen bereits 1,5 bis 2 cm groß, was ungefähr der Größe einer ausgewachsenen (weiblichen) Gartenkreuzspinne entspricht.

## Taxonomie
Pierre André Latreille beschrieb die Art 1804 zu Ehren ihres Sammlers M. Le Blond als Mygale blondii und schlug als Trivialnamen „Mygale de Le Blond“ vor. Da er selbigen aber ebenfalls kursiv schrieb, kam es in der Folge zur Entstehung von Synonymen. So wurde etwa von 1903 bis 1996 häufig der Name Theraphosa leblondi verwendet. Thorell stellte die Art bereits 1870 in eine eigene, bis 2001 monotypische Gattung. Das überflüssige „i“ in der Endung des Artnamens wurde bereits 1874 durch John Traherne Moggridge weggelassen. Eine sehr ähnliche Art aus Guyana und Surinam, die früher mit Theraphosa blondi verwechselt wurde, ist die erst im Jahr 2010 beschriebene Theraphosa stirmi.

## Giftigkeit
Bei einigen Komponenten des Gifts der Theraphosa blondi handelt es sich um Peptide, die auf die Funktion der Kaliumkanäle wirken, TlTx1, TlTx2 und TlTx3.

## Nutzung durch den Menschen

### Als Lebensmittel
Theraphosa blondi zählt zu den essbaren Spinnen. Bei einigen südamerikanischen Ureinwohnern, darunter die De’áruwa, wird sie als Lebensmittel genutzt. Ihr Geschmack ist dem von Langusten oder Krabben ähnlich.

### Terraristik
In der Terraristik ist sie wegen ihres Status als größte Spinne der Welt und ihres imposanten Erscheinungsbildes ein sehr beliebter Pflegling. Zurzeit herrscht ein Ausfuhrverbot aus Französisch-Guyana für Arten dieser Gattung, wodurch die Preise für Nachzuchttiere deutlich angestiegen sind.